# Марко Фабіан
Марко Фабіан (ісп. Marco Fabián, нар. 21 липня 1989, Сапопан) — мексиканський футболіст, півзахисник клубу MLS «Філадельфія Юніон» та національної збірної Мексики.

## Клубна кар'єра
Народився 21 липня 1989 року в передмісті Гвадалахари Сапопані. Почав займатися футболом у команді «Депортиво Тапатіо», яка є філією «Гвадалахари», поки 2007 року не був переведений в основу одного з найпопулярніших клубів Мексики. Того ж року Фабіан встиг дебютувати в чемпіонаті Мексики — 10 листопада він зіграв перший і останній для себе в тому турнірі матч в рамках Апертури 2007 проти «Хагуарес Чьяпас». Вже в Клаусурі 2008 Фабіан став значно частіше потрапляти в основу, зігравши 10 матчів та забивши свій перший у професійній кар'єрі гол. Це сталося в матчі, який «Гвадалахара» виграла у «Монаркас Морелії» з рахунком 6:0.

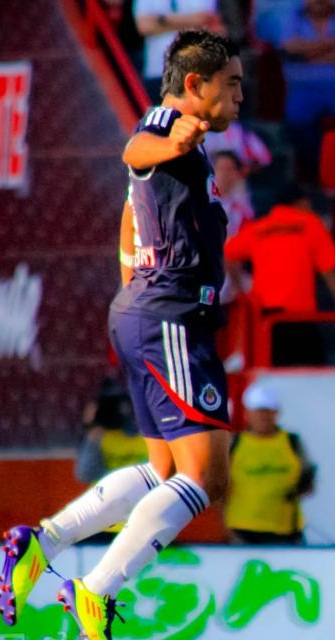
Марко Фабіан під час виступів за Гвадалахару. 2 вересня 2011 року

Найбільш успішно для Фабіана склалися 2010 і 2011 роки. Марко став одним з лідерів команди в розіграші Кубка Лібертадорес 2010, в якому «Гвадалахара» вперше у своїй історії (і вдруге в історії участі мексиканських команд) зуміла дійти до фіналу, де поступилася бразильському «Інтернасьоналю». При цьому мексиканці двічі відкривали рахунок у фінальних іграх, але обидва рази бразильський клуб переламував хід зустрічі. На стадіоні Бейра-Ріу у повторній грі саме Фабіан забив перший гол на 42-й хвилині, незважаючи на перевагу «Інтера» по ходу всього тайму. У другому таймі бразильці забили три голи, а м'яч Омара Браво, посланий у сітку воріт на 90-й хвилині, вже не зміг допомогти «Гвадалахарі».
В Апертурі 2010 Фабіан в 17 матчах забив 6 голів — при цьому у всіх попередніх чемпіонатах Мексики він відзначався максимум одним голом, або не забивав голів зовсім. У Клаусурі 2011 в 16 іграх Марко відзначився 9-ма забитими голами, а в Апертурі 2011 знову забив 6 голів у 13 матчах.
12 грудня 2013 року Фабіан був відданий в річну оренду в «Крус Асуль». Відтоді встиг відіграти за команду з Мехіко 12 матчів в національному чемпіонаті, а також допоміг клубу виграти Лігу чемпіонів КОНКАКАФ, зігравши в обох фінальних матчах проти «Толуки».

## Виступи за збірні
Протягом 2010–2012 років залучався до складу молодіжної збірної Мексики. На молодіжному рівні зіграв у 4 офіційних матчах, забив 7 голів.
12 червня 2011 Марко Фабіан дебютував за олімпійську збірну Мексики в товариській грі в Лас-Вегасі проти Венесуели (південноамериканці, які незабаром дійшли до півфіналу Кубка Америки, обіграли Мексику з рахунком 3:0). 25 червня Фабіан відзначився забитим голом у ворота збірної Еквадору. 

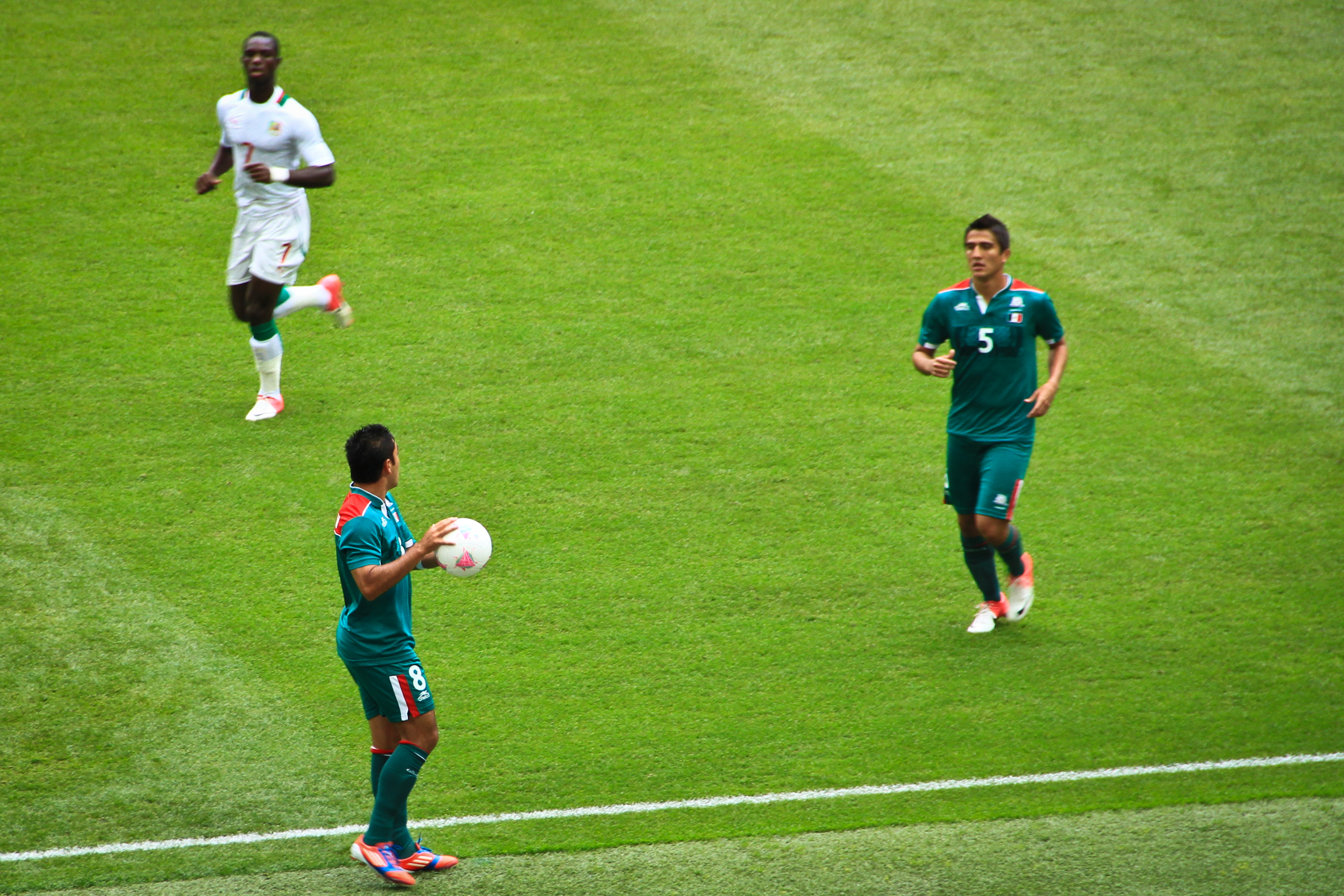
Марко Фабіан (з м'ячем) на Олімпійських іграх. 2 серпня 2012 року

Після скандалу, пов'язаного з виявленням допінгу у п'ятьох футболістів збірної, що брала участь в Золотому Кубку КОНКАКАФ, Фабіан був викликаний на заміну відрахованим гравцям, проте на поле так і не вийшов, хоча і став у складі збірної переможцем турніру. Після закінчення Золотого Кубка Фабіан мав поїхати в складі збірної на Кубок Америки, однак через «неналежну поведінку» був відрахований з команди разом із ще 7-ма гравцями.
26 січня 2012 року Фабіан дебютував в офіційних матчах у складі національної збірної Мексики, відігравши весь товариський матч проти збірної Венесуели (3:1).
Того ж року брав участь у футбольному турнірі на Олімпійських іграх 2012 року у Лондоні, ставши олімпійським чемпіоном. У фіналі Марко віддав гольову передачу, з якою Перальта забив золотий гол у ворота бразильців.
Наступного року у складі збірної був учасником розіграшу Золотого кубка КОНКАКАФ 2013 року у США, де мексиканці дійшли до півфіналу.
Наразі провів у формі головної команди країни 42 матчі, забивши 9 голів.

## Титули і досягнення

### Клуби
- Володар Ліги чемпіонів КОНКАКАФ (1):

«Крус Асуль»: 2014
- Володар Кубка Німеччини (1):

«Айнтрахт» (Франкфурт-на-Майні): 2017-18

### Збірна
- Олімпійський чемпіон (1):

Мексика (ол.): 2012
- Володар Золотого кубка КОНКАКАФ (1):

Мексика: 2011